# Will Torger

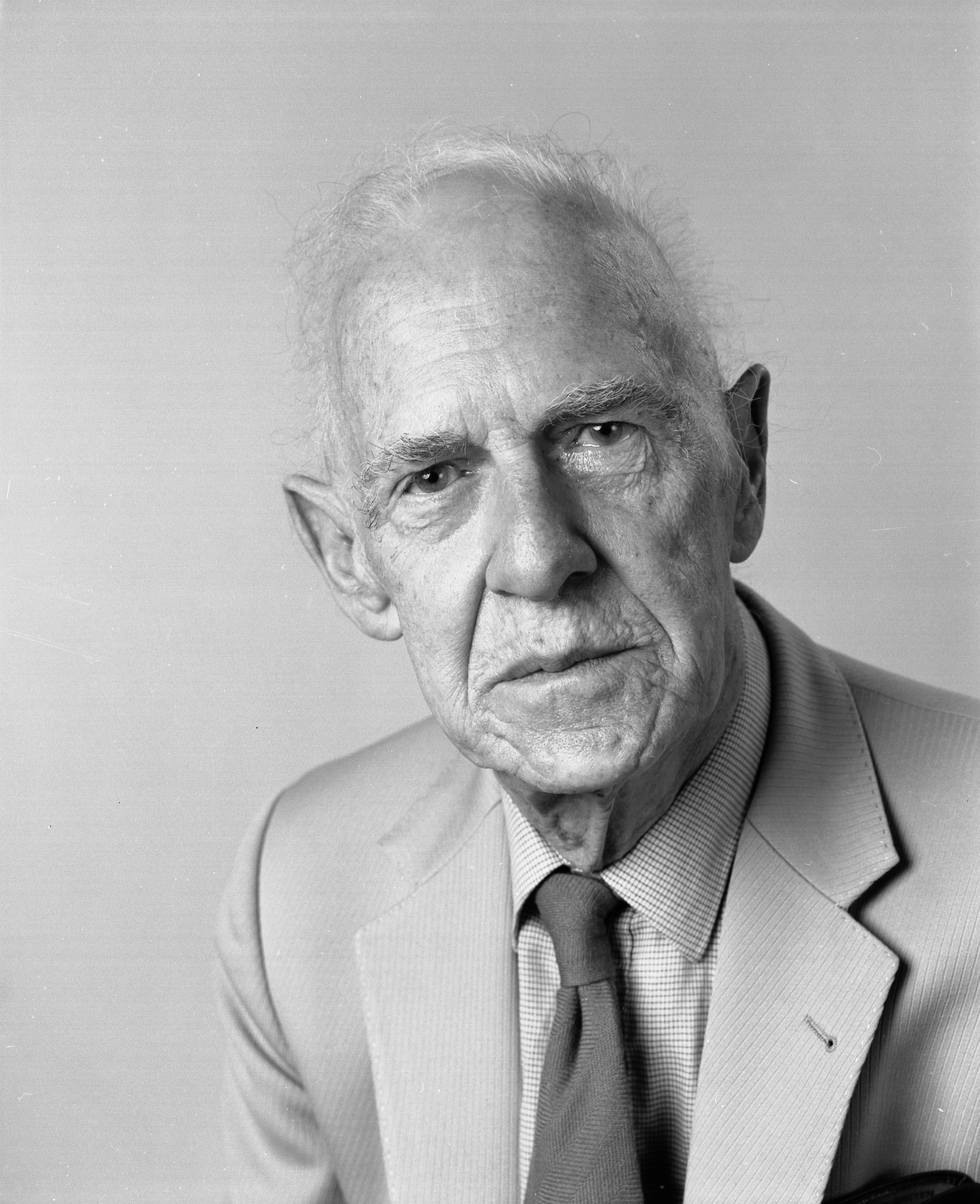
Will Torger (1984)

Will Torger (* 25. Mai 1910 in Barmen; † 22. Juni 1984 in Bremen) war ein deutscher Maler und Vertreter des Informel.

## Leben
Will Torger wurde 1910 in Barmen (heute Stadtteil von Wuppertal) als Sohn des aus Dessau stammenden Chorsängers Richard Torger und seiner Frau Elisabeth geboren. 1911 siedelte die Familie nach Bremen um.
Von 1945 bis 1948 lebte Will Torger im thüringischen Hainspitz. 1948 kehrte er nach Bremen zurück. Seine Frau Gertrud, geb. Kiesecke (* 1914), stammte aus Wilhelmshaven. Sie war von Beruf Sozialarbeiterin, hatte aber eine künstlerische Ausbildung an der Nordischen Kunsthochschule Bremen und betätigte sich als Malerin und Zeichnerin. Das Paar hatte drei Kinder.
Studienreisen nach Frankreich unternahm Torger in den Jahren 1935 und 1969. Italien bereiste er im Jahre 1957. Privat pflegte er Freundschaften mit Pierre Soulages und Alfred Manessier.

## Ausbildung und Werk
Will Torger besuchte 1931 für ein Semester die Staatliche Kunstgewerbeschule Bremen (heute Hochschule für Künste Bremen). Seine weitere Ausbildung erhielt er in Berlin, u. a. in den Vereinigten Werkstätten für Mosaik und Glasmalerei Puhl & Wagner.
In Bremen arbeitete Torger zeitweise als Restaurator am Focke-Museum Bremen und am Bremer Dom sowie als Glasmaler in Kirchen und als Gestalter von Mosaiken.
Nach dem Zweiten Weltkrieg suchte Will Torger, der mit gegenständlichen Werken begonnen hatte (größtenteils nicht erhalten), nach neuen künstlerischen Ausdrucksformen.
In den USA hatte bereits ab 1946 Jackson Pollock mit neuen Maltechniken experimentiert, die später als „Action Painting“ bekannt wurden. Die Informel-Initialzündung für Europa war die Ausstellung des Künstlerkollegen Wols in Paris 1947.
Torger greift die Anregungen auf. In der Folge tendiert er zu aufgelöster Formensprache und malt seit Ende der fünfziger Jahre nur noch „informel“. Ein sensibel nuancierter Farbauftrag sowie die Nichtfarbe Schwarz als ekstatisch und dynamisch eingesetzter Kontrast bestimmen seine Bilder.
Die Kunsthalle Bremen würdigt das Schaffen des Künstlers als
„…eine Kunst, die sich (…) vom wiedererkennbaren Gegenstand gelöst hat, um möglichst direkt im Bereich der Malerei ihre Poesie entwickeln zu können.“
Immer wieder hat Torger seine Themen durchdekliniert und verschiedenste Farbzusammenstellungen erprobt. Der sensible, zum Teil auch explosive Einsatz von Farbe lässt Farbdifferenzierungen von größter Durchlässigkeit und räumlicher Tiefe entstehen:
„Torger setzt machtvolle dunkle Zeichen. (…) Er versteht es wirkungsvoll, Kontraste zu schaffen aus Schwarz und glühendem Rot oder auf tiefen Blautönen, in den großformatigen Bildern ebenso wie in den Gouachen“.
Gelegentlich gibt der Künstler seinen Bildern zusätzliche Struktur durch Verwendung textiler Materialien und pastosen Farbauftrag.
Meditativ-flächige Bilder, vornehmlich Gouachen, sowie zeichenhafte, von der Kalligrafie abgeleitete Werke auf Japanpapier bilden einen weiteren Schwerpunkt im Werk des Künstlers.

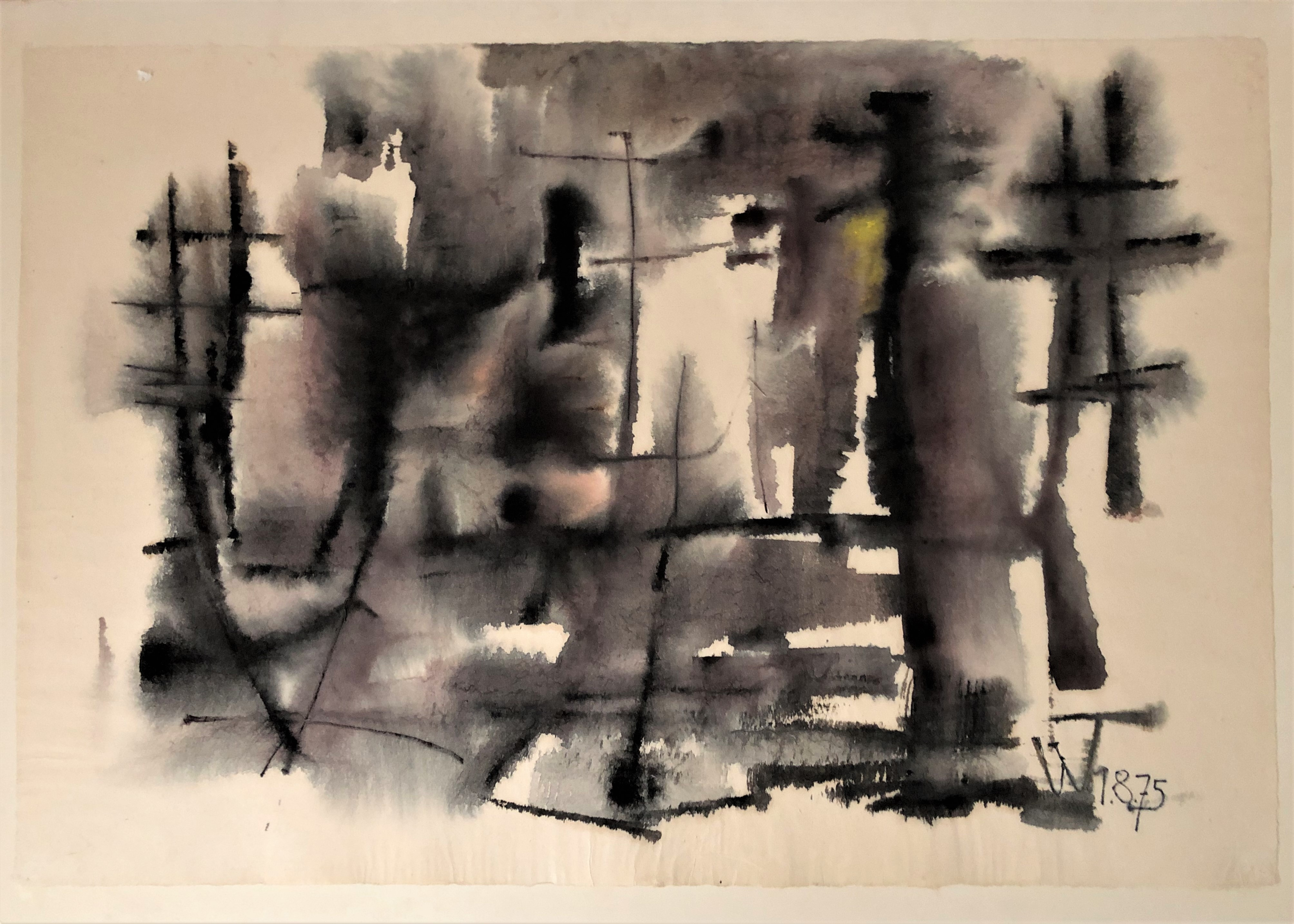
Will Torger, Kalligrafie, o. T. 1975, Privatsammlung

Torger, „(…) der die Mittel der Nicht-Farbe Schwarz beherrscht“ hat sich intensiv mit asiatischen Schriftzeichen befasst, die seinem Anspruch auf Reduktion von Formen und Linien entsprechen. Die schwarzen Zeichen zeigen eine klare, delikate Formensprache. Sie sind voller Spannung und Energie, Tiefe und Auflösung.
In Bremen führte Torger großformatige Kirchenfenster aus. Sieben Fenster gestaltete er für die Kirche St. Georg (Bremen-Huchting). Auch das große Fenster im Chor der Paul-Gerhardt-Kirche ist sein Werk. Die Wilhaldi-Kirche als auch das Krematorium Riensberg erhielten Fenster nach seinen Entwürfen.
Dieses Schaffensfeld verbindet ihn sowohl mit seinem Freund und Künstlerkollegen Alfred Manessier als auch beispielsweise mit Gerhard Richter.
Die Kunsthalle Bremen besitzt Bilder von Will Torger. Die meisten seiner Werke befinden sich in Privatsammlungen. Ein umfassendes Werkverzeichnis existiert nicht.

## Ausstellungen (unvollständig)
- 1932 Kunsthalle Bremen (1. Ankauf)
- 1934 (März) Kunsthalle Bremerhaven (Gemeinschaftsausstellung)
- 1948: Weimar, Schloss („Künstler schaffen. 1945–1948“)
- 1948 Bad Klosterlausnitz, Halle des Moorbads (Frühjahrskunstausstellung; mit dem Pastell Dorfstraße in Thüringen/Klengel, der farblichen Zeichnung Winterliche Dorfstraße und dem Ölgemälde Tulpen.)
- 1951 Kunsthalle Bremen (Kupferstichkabinett)
- 1955 Übersee-Museum Bremen – „Werke religiöser Kunst“
- 1970 Kunsthalle Bremen, Einzelausstellung
- 1985 Verden, Schloss Etelsen
- 1989 Bremen, Sparkassenhalle der Sparkasse am Brill[13][14]